# Zhořec (Bezdružice)
Zhořec (německy Hurz) je malá vesnice, část města Bezdružice v okrese Tachov v Plzeňském kraji. Nachází se asi pět kilometrů západně od Bezdružic. V roce 2011 zde trvale žilo 11 obyvatel.
Zhořec leží v katastrálním území Zhořec u Bezdružic o rozloze 7,68 km². V katastrálním území Zhořec u Bezdružic leží i Kamýk a Pačín.

## Historie
První písemná zmínka o vesnici pochází z roku 1367. Po druhé světové válce se na Bezdružicko vrátilo zvláštním vlakem 463 prapotomků českých exulantů z doby pobělohorské z Čermína a Malého i Velkého Tábora v Polsku. Ve Zhořci vznikl národní výbor a hned následně byla ve škole zřízena modlitebna Českobratrské církve evangelické,  která sloužila v letech 1946–2013 coby kazatelská stanice příslušná k farnímu sboru v Černošíně.

## Obyvatelstvo
Při sčítání lidu v roce 1921 zde žilo 204 obyvatel (z toho 102 mužů) německé národnosti a římskokatolického vyznání. Podle sčítání lidu z roku 1930 měla vesnice 205 obyvatel s nezměněnou národnostní a náboženskou strukturou.
| Rok            | 1869 | 1880 | 1890 | 1900 | 1910 | 1921 | 1930 | 1950 | 1961 | 1970 | 1980 | 1991 | 2001 | 2011 | 2021 |
| -------------- | ---- | ---- | ---- | ---- | ---- | ---- | ---- | ---- | ---- | ---- | ---- | ---- | ---- | ---- | ---- |
| Počet obyvatel | 206  | 233  | 220  | 221  | 204  | 204  | 205  | 106  | 71   | 42   | 23   | 8    | 9    | 11   | 12   |
| Počet domů     | 34   | 37   | 36   | 36   | 36   | 37   | 38   | 30   | 45   | 13   | 9    | 14   | 12   | 12   | 13   |

## Obecní správa
Při sčítání lidu v letech 1850–1963 Zhořec byl samostatnou obcí, se kterým patřil nejprve do okresu Teplá, ale v letech 1900–1930 v okrese Planá a v roce 1950 v okrese Stříbro. Od roku 1964 je částí města Bezdružice v okrese Tachov. V letech 1850–1963 k obci patřily Kamýk, Kohoutov a Pačín.

## Pamětihodnosti
- Smírčí kříž

## Další fotografie

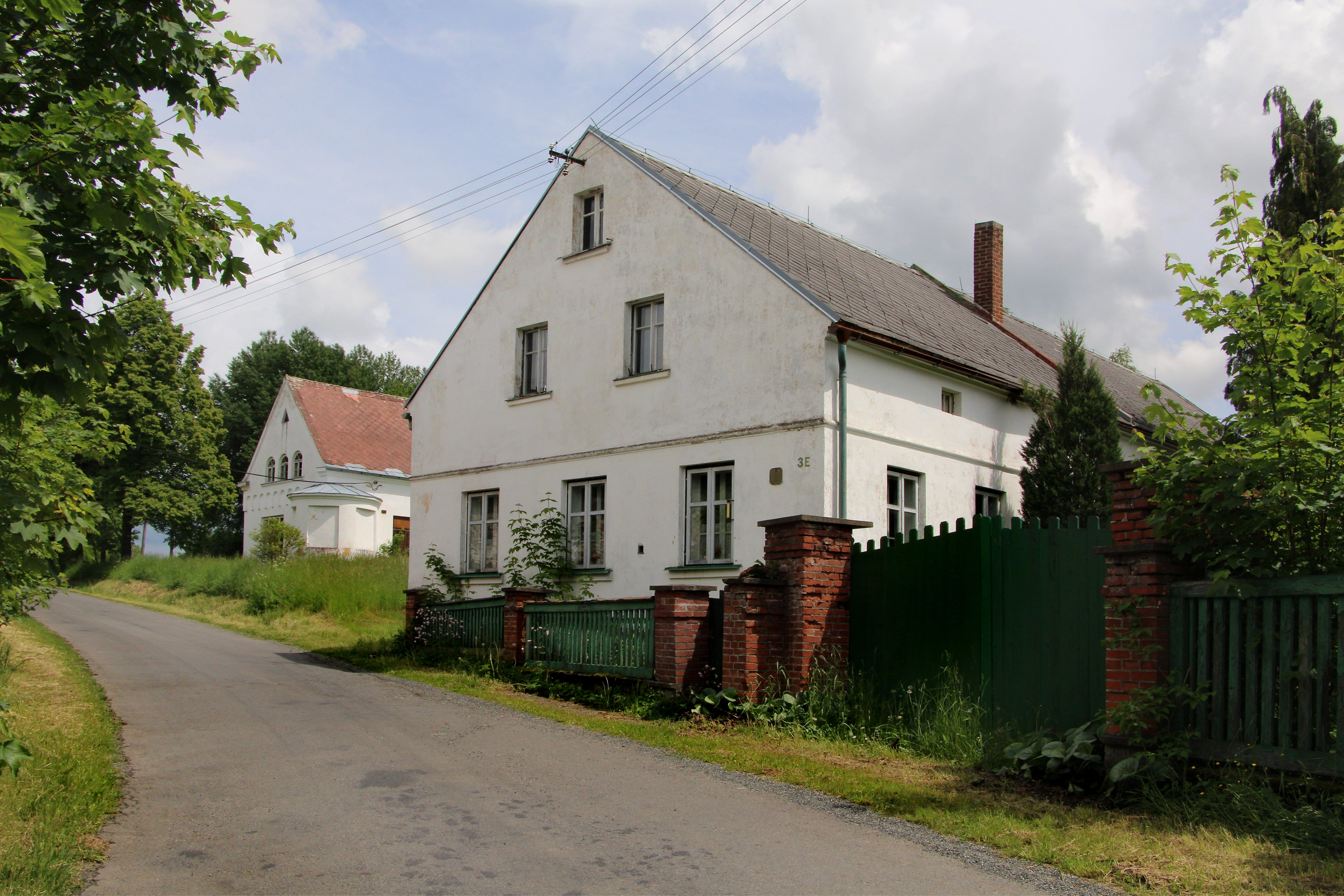
Silnice k Pačínu
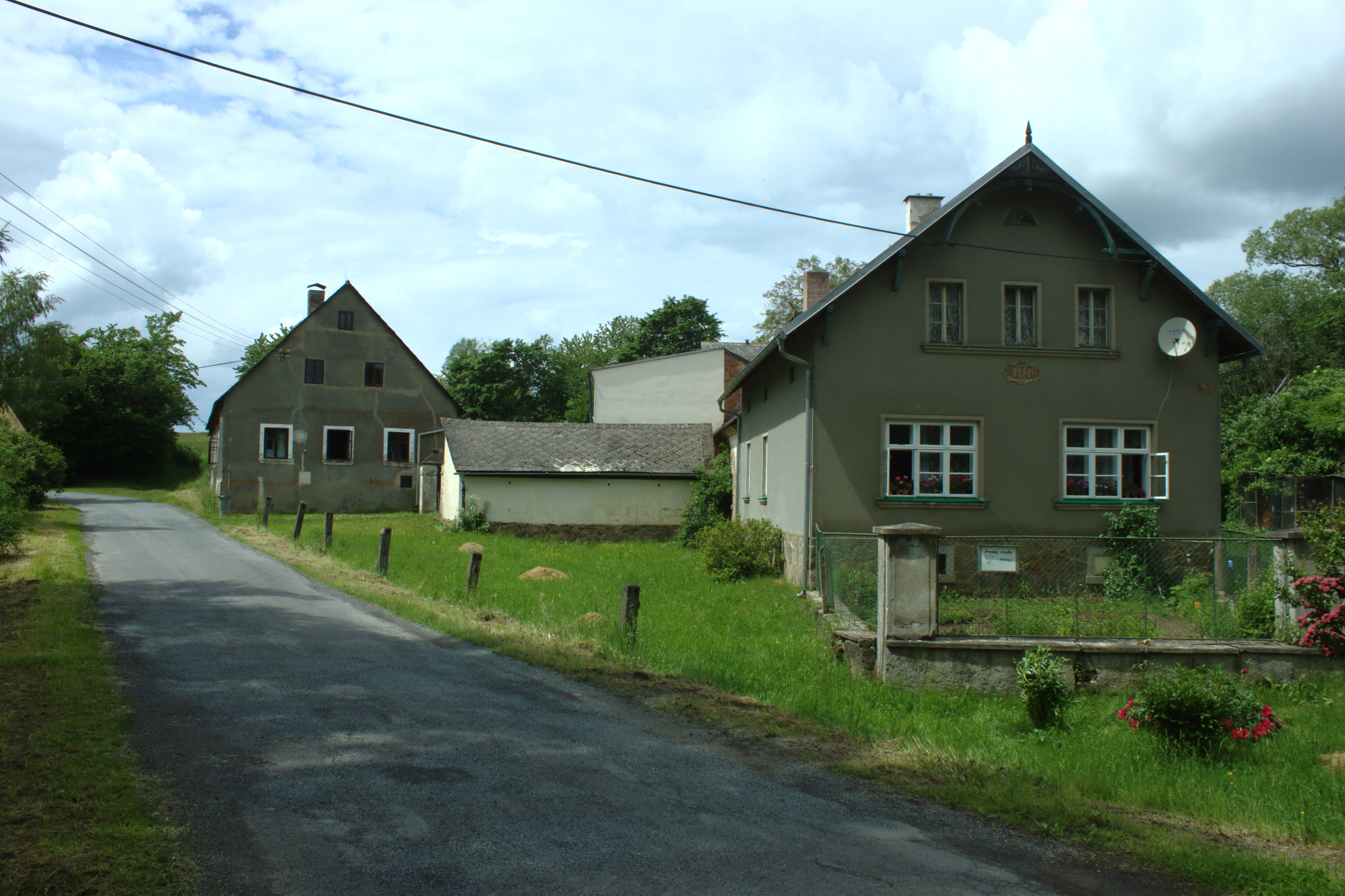
Domy čp. 1 a 3
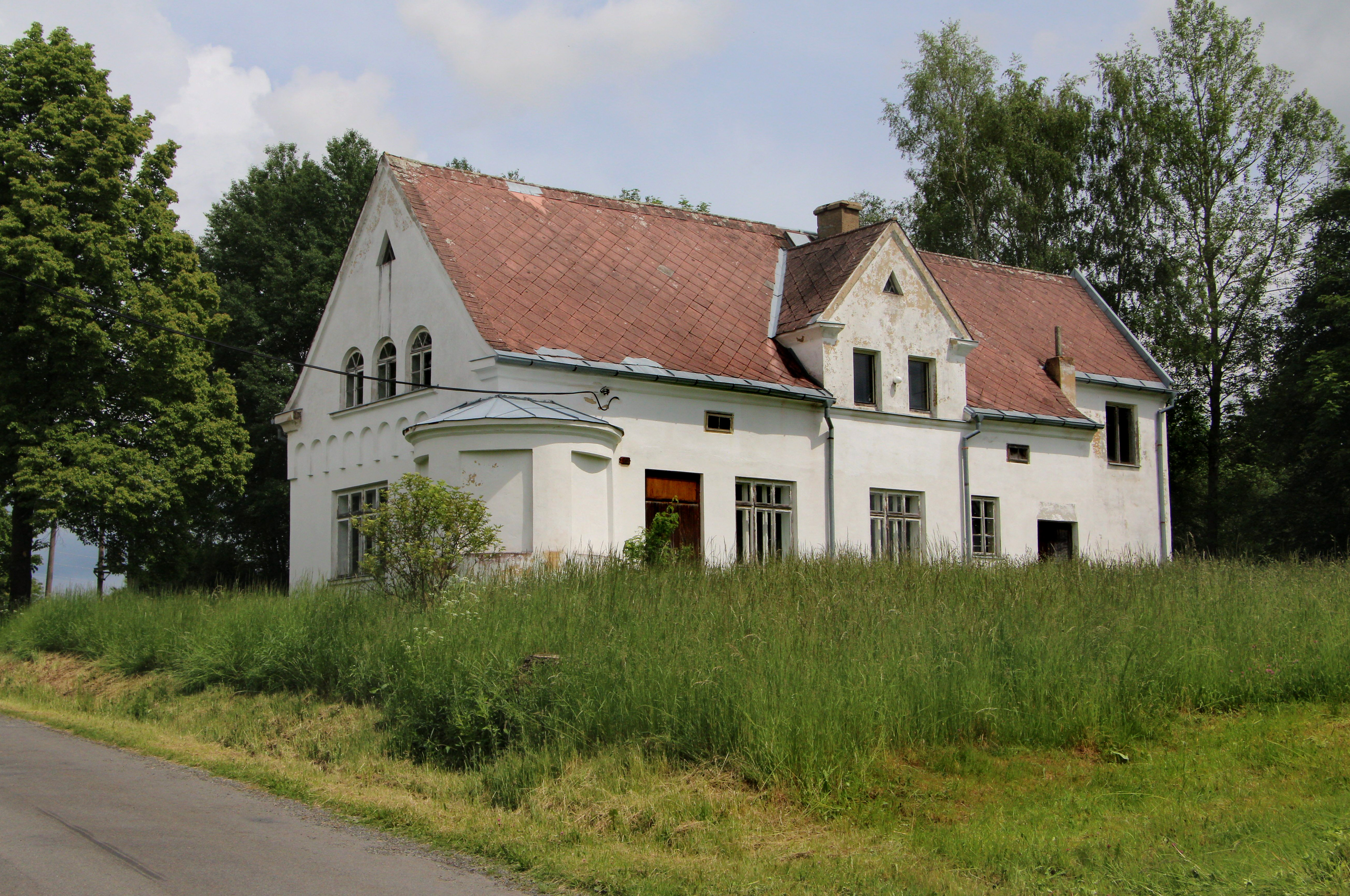
Dům čp. 27